# Romantiska kompositörer
Denna lista räknar upp kompositörer kronologiskt efter födelseår. Rubrikerna anger vilken stilmässig epok många av kompositörerna hör hemma i, men genom den helt kronologiska uppställningen kan vissa tonsättare hamna i positioner som kan diskuteras. I Norden varade den romantiska epoken strängt taget längre fram i tiden, man kan exemplifiera med Ture Rangström (1884–1947), Kurt Atterberg (1887–1974) eller den finske Leevi Madetoja (1887–1947).

## Övergången från klassicism till den romantiska eran. Kompositörer (födda 1770–1799)

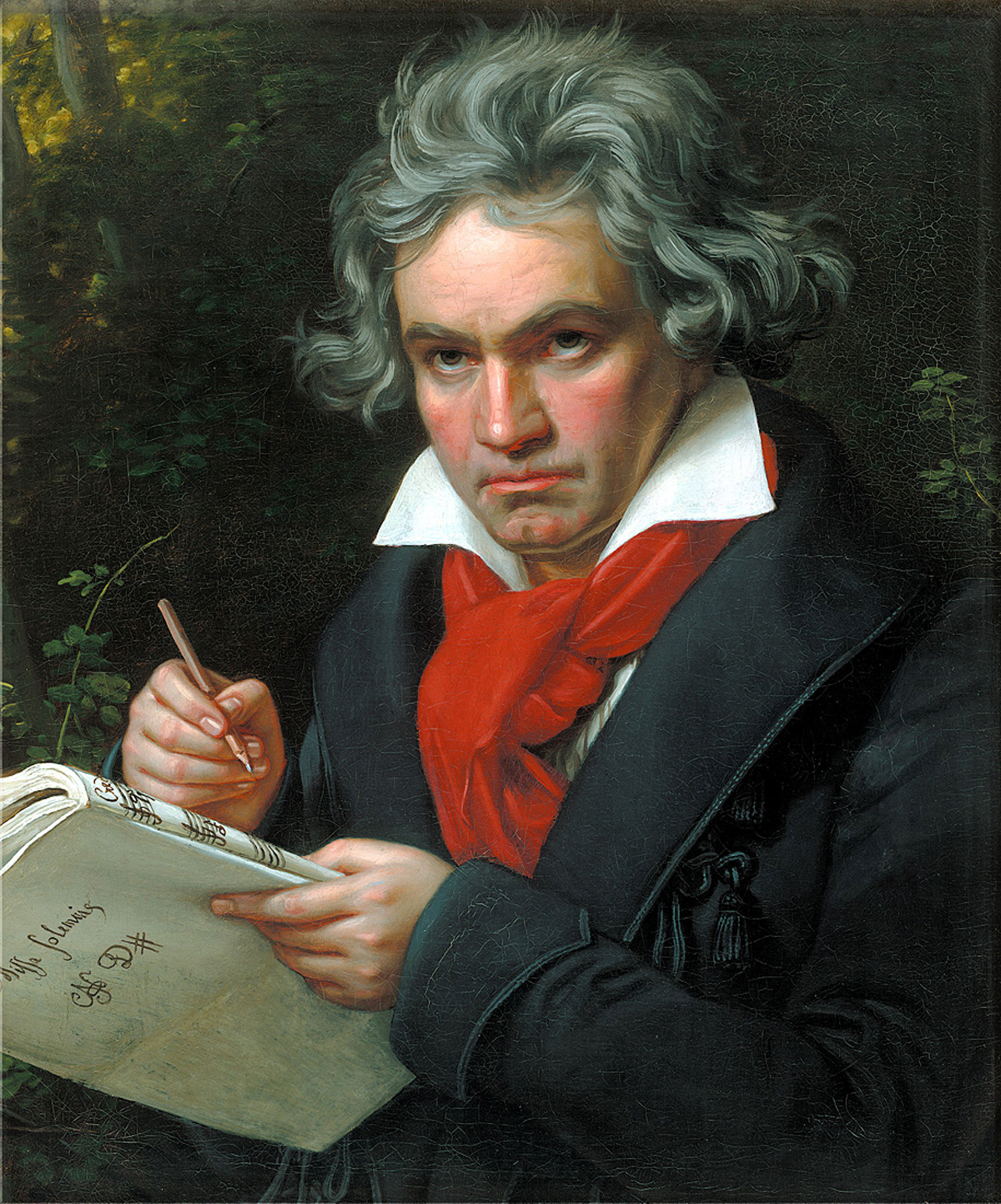
Ludwig van Beethoven, av många ansedd som den första romantiska kompositören

| Namn                    | Födelseår | Dödsår | Nationalitet | Kända verk | Repertoire? |
| ----------------------- | --------- | ------ | ------------ | --- | ----------- |
| Ludwig van Beethoven    | 1770      | 1827   | Tysk         | anses av många som den första romantiska kompositören, berömd för sina nio symfonier och trettiotvå pianosonater                 | B           |
| Ferdinando Carulli      | 1770      | 1841   | Italiensk    | komponerade för klassisk gitarr, skrev konserter och kammarmusik                                                                 |             |
| Anton Reicha            | 1770      | 1836   | Fransk       | Kompositör som bl.a. experimenterade med oregelbundna taktarter                                                                  | B           |
| Bernhard Henrik Crusell | 1775      | 1838   | Finsk        | kompositör och klarinettist |             |
| Johann Nepomuk Hummel   | 1778      | 1837   | Tysk         | Brytningen mellan den klassiska och romantiska eran                                                                              | B           |
| Fernando Sor            | 1778      | 1839   | Spansk       | komponerade för klassisk gitarr                                                                                                  |             |
| Mauro Giuliani          | 1781      | 1828   | Italiensk    | kompositör och virtuos som gitarrist                                                                                             | B           |
| Daniel Auber            | 1782      | 1871   | Fransk       | operakompositör som bland annat skrev La muette de Portici                                                                       |             |
| John Field              | 1782      | 1837   | Irländsk     | kompositör och pianist | B           |
| Niccolò Paganini        | 1782      | 1840   | Italiensk    | kompositör och virtuos på violin, skrev 24 Capricci för soloviolin                                                               | B           |
| Louis Spohr             | 1784      | 1859   | Tysk         | kompositör, violinist och dirigent.                                                                                              | B           |
| George Pinto            | 1785      | 1806   | Engelsk      | kompositör, violinist och pianovirtuos, känd för solostycken för piano.                                                          |             |
| Carl Maria von Weber    | 1786      | 1826   | Tysk         | kompositör, dirigent, pianist, gitarrist och kritiker, en av de första stora romantiska operakompositörerna                      | B           |
| Giacomo Meyerbeer       | 1791      | 1864   | Tysk         | operakompositör (Il crociato in Egitto, Les Huguenots)                                                                           |             |
| Gioacchino Rossini      | 1792      | 1868   | Italiensk    | operakompositör, mest känd för Barberaren i Sevilla och ouvertyrer till ett flertal operor                                       | B           |
| Ignaz Moscheles         | 1794      | 1870   | Tjeckisk     | kompositör och virtuos på piano                                                                                                  |             |
| Franz Berwald           | 1796      | 1868   | Svensk       | kompositör, föga känd under sin livstid, men hans fyra symfonier är mer kända i dag                                              | B           |
| Gaetano Donizetti       | 1797      | 1848   | Italiensk    | operakompositör, känd för Lucia di Lammermoor och L'elisir d'amore                                                               | B           |
| Franz Schubert          | 1797      | 1828   | Österrikisk  | kompositör, betraktas som den första stora liedtonsättaren, även känd för sin kammarmusik, kompositioner för piano och symfonier | B           |

## Den tidiga romantiken. Kompositörer (födda 1800–1819)
- Eduard Brendler (1800–1831), svensk kompositör, skrev den första romantiska operan i Sverige Ryno, eller, Den vandrande riddaren.
- Vincenzo Bellini (1801–1835), italiensk kompositör, mest känd för operorna I Puritani, Norma och La sonnambula
- Eliza Flower (1803–1846), engelsk kompositör
- Adolphe Adam (1803–1856), fransk kompositör känd för sin balett Giselle
- Hector Berlioz (1803–1869), fransk kompositör känd för sin programsymfoni Symphonie Fantastique
- Michail Glinka (1804–1857), rysk kompositör, "den ryska musikens fader" känd för operorna Livet för tsaren och Rusland och Ludmilla
- Johann Strauss d.ä. (1804–1849), österrikisk kompositör känd för sin Radetzkymarsch och sina valser
- Fanny Mendelssohn (1805–1847), tysk kompositör, syster till Felix Mendelssohn, hon skrev pianomusik och lieder
- Felix Mendelssohn (1809–1847), tysk kompositör, känd för sin violinkonsert och Bröllopsmarschen ur En midsommarnattsdröm, skrev också fem symfonier, bl.a. nr 3 Den skotska och nr 4 Den italienska

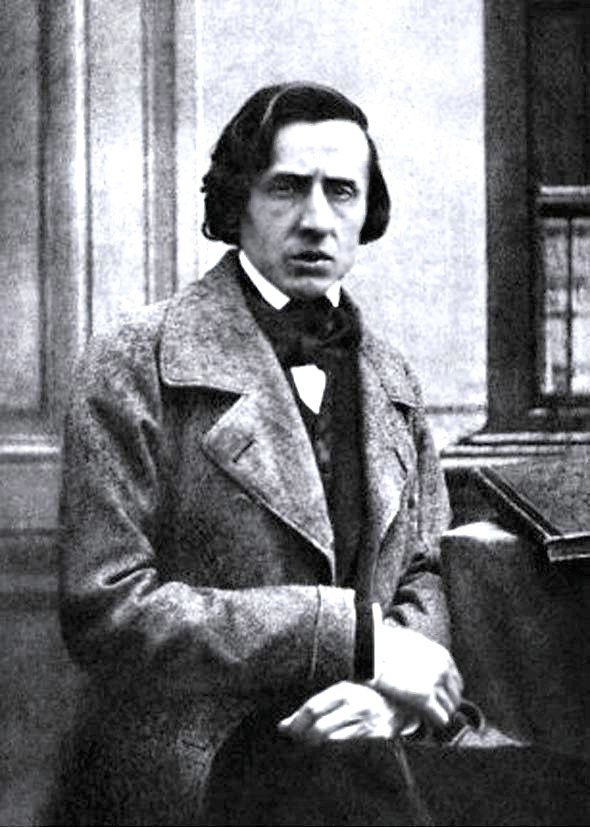
Frederic Chopin

- Frédéric Chopin (1810–1849), polsk kompositör och pianovirtuos, hans produktion innehåller mest pianomusik som nocturner, ballader, scherzon, etyder samt ett antal stiliserade danser som mazurkor, polonaiser, och valser (bl.a. den kända Minutvalsen)
- Ferenc Erkel (1810–1893), ungersk kompositör av operor med nationella ämnen
- Robert Schumann (1810–1856), tysk kompositör, framstående liedkompositör, skrev många korta pianostycken och fyra symfonier
- Franz Liszt (1811–1886), ungersk kompositör, pianovirtuos och improvisatör; utvecklade pianotekniken, skrev också symfoniska dikter, känd för sina ungerska rapsodier
- Ambroise Thomas (1811–1896), fransk kompositör, mest känd för sin opera Mignon
- Louis Antoine Jullien (1812–1860), fransk excentrisk dirigent och kompositör av lätt musik, promenadkonsertens kung i England
- Friedrich von Flotow (1812–1883), tysk kompositör, i huvudsak känd för sin opera Martha
- Alexandre Dubuque (1812–1898) rysk kompositör levde i Frankrike, känd för sin undervisning
- Charles-Valentin Alkan (1813–1888), fransk kompositör och pianovirtuos
- Ernst Haberbier (1813–1869), tysk kompositör av briljant pianomusik
- Giuseppe Verdi (1813–1901), framstående italiensk operakompositör, mest känd för Nabucco, Rigoletto, La traviata, Aida, Otello och Falstaff

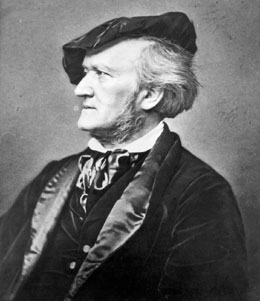
Richard Wagner

- Richard Wagner (1813–1883), framstående tysk operakompositör, Nibelungens ring, Lohengrin, Tristan och Isolde, Parsifal med flera
- William Sterndale Bennett (1816–1875), engelsk kompositör, dirigent och förläggare
- Károly Thern (1817–1886), ungersk kompositör, dirigent och lärare
- Niels W. Gade (1817–1890), dansk kompositör, violinist och organist
- Charles Gounod (1818–1893), fransk kompositör, mest känd för sin operor Faust och Romeo och Julia
- Jacques Offenbach (1819–1880), fransk kompositör av operetter som Orfeus i underjorden samt operan Hoffmanns äventyr
- Franz von Suppé (1819–1895), österrikisk kompositör och dirigent, känd för sina operetter
- Clara Schumann (1819–1896), tysk kompositör, hustru till Robert Schumann, samt en av tidens mest framstående konsertpianister

## Mitten av romantiken. Kompositörer (födda 1820–1839)
- Joachim Raff (1822–1882), schweiziskfödd tysk kompositör, mest känd för sina elva symfonier, de flesta programsymfonier
- César Franck (1822–1890), belgiskfödd fransk kompositör, känd för sin enda Symfoni, också framstående orgelkompositör och organist
- Édouard Lalo (1823–1892), fransk kompositör ihågkommen för sin Symphonie Espagnole för violin och orkester och sin Cellokonsert
- Anton Bruckner (1824–1896), österrikisk kompositör av nio numrerade storskaliga symfonier (den sista ofullbordad, två onumrerade, den tredje tillägnad Wagner)
- Bedřich Smetana (1824–1884), tjeckisk kompositör, mest känd för sin cykel av symfoniska dikter, Mitt fosterland och operan Brudköpet
- Jean-Baptiste Arban (1825–1889), fransk kornettvirtuos, författare till "Grande méthode complète pour cornet à pistons et de saxhorn" idag ofta benämnd som "trumpetbibeln"
- Johann Strauss d.y. (1825–1899), österrikisk kompositör, känd som valskungen, känd för valser som An der schönen blauen Donau och operetten Läderlappen
- Adolphe Blanc (1828–1885), fransk kompositör av kammarmusik
- Louis Moreau Gottschalk (1829–1869), amerikansk tonsättare och pianovirtuos, känd för sina pianostycken över amerikanska teman
- Ludvig Norman (1831–1885), svensk kompositör, under inflytande av Schumann, bl.a. känd för sina tre symfonier
- Jan Gerard Palm (1831–1906), Curaçaofödd kompositör, mest känd för sina mazurkor, valser, tumbas, fantasier och serenader
- August Söderman (1832–1876), svensk kompositör, mest känd för sina lieder och körverk
- Aleksandr Borodin (1833–1887), rysk kemist och kompositör, skrev bl.a. operan Furst Igor

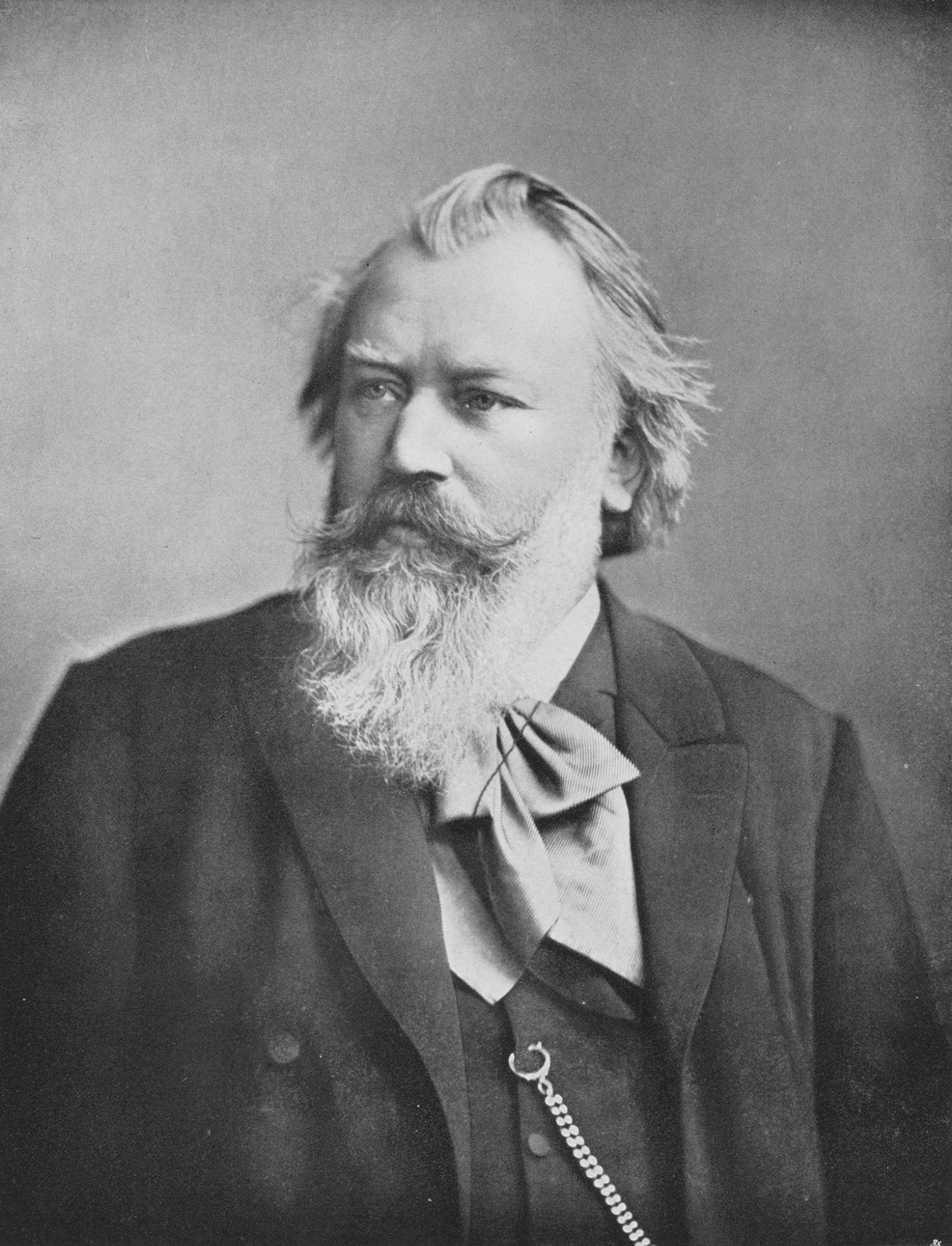
Johannes Brahms

- Johannes Brahms (1833–1897), framstående tysk kompositör, en av de främsta romantiska tonsättarna, under stark påverkan av Beethoven och äldre traditioner. Bland hans viktiga verk finns fyra symfonier, en violinkonsert, två pianokonserter och en dubbelkonsert för violin och cello, vid sidan av hans övriga orkesterverk, kammarmusikverk, pianostycken och sånger
- Amilcare Ponchielli (1834–1886), italiensk kompositör, känd för sin opera La Gioconda
- Camille Saint-Saëns (1835–1921), fransk kompositör av Djurens karneval och den Tredje symfonin kallad Orgelsymfonin
- Henryk Wieniawski (1835–1880), polsk kompositör och violinist, känd för två violinkonserter och karaktärstycken av virtuos karaktär
- Léo Delibes (1836–1891), fransk kompositör, mest känd för sin baletter Coppélia och Sylvia samt operan Lakmé
- Milij Balakirev (1837–1910), rysk tonsättare, mest känd för sitt virtuosa pianostycke Islamej
- Julius Weissenborn (1837–1888), tysk kompositör, fagottist och pedagog, känd för sin fagottskola
- Georges Bizet (1838–1875), fransk kompositör av operan Carmen
- Max Bruch (1838–1920), tysk tonsättare känd för sin Violinkonsert Nr. 1, Skotsk fantasi och Kol Nidrei för cello och orkester
- Modest Musorgskij (1839–1881), rysk kompositör, känd för sina djupt nationella verk; främst hans opera Boris Godunov och sviten Tavlor på en utställning
- John Knowles Paine (1839–1906), den förste amerikanskfödde kompositören som blev känd för storskaliga orkesterverk

## Senromantiska kompositörer (födda 1840–1859)

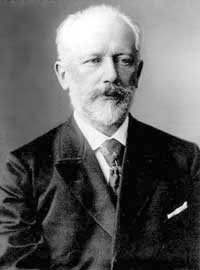
Pjotr Tjajkovskij

- Pjotr Iliitj Tjajkovskij (1840–1893), rysk kompositör, känd för baletterna (Nötknäpparen, Svansjön), operan (Jevgenij Onegin), uvertyren 1812 och sex symfonier.
- Emmanuel Chabrier (1841–1894), fransk kompositör som influerade Maurice Ravel, Les Six, Jean Françaix och många andra kompositörer, känd för operan L'étoile
- Antonín Dvořák (1841–1904), tjeckisk kompositörer, känd för symfonin Från nya världen
- Arrigo Boito (1842–1918), italiensk kompositör och librettist bl.a. till Verdi, känd för sin opera Mefistofeles
- Jules Massenet (1842–1912), fransk kompositör främst känd för operorna Manon och Werther samt Méditation för violin och orkester ur Thaïs
- Arthur Sullivan (1842–1900), engelsk kompositör känd för sina operetter i samarbete med W. S. Gilbert
- Émile Bernard (1843–1902), fransk kompositör och organist, känd för sitt Divertissement för dubbel blåskvintett
- Edvard Grieg (1843–1907), norsk kompositör, känd för sin Pianokonsert, Lyriska stycken för piano samt scenmusiken till Peer Gynt
- Nikolaj Rimskij-Korsakov (1844–1908), rysk kompositör och medlem av de fem, mest känd för Humlans flykt ur Sagan om Tsar Saltan, Scheherazade och Capriccio Espagnol
- Pablo de Sarasate (1844–1908), spansk violinvirtuos och kompositör, mest känd för Zigeunerweisen (zigenarsånger) för violin och orkester
- Charles-Marie Widor (1844–1937), fransk kompositör och organist, känd för sin orgelmusik, flera s.k. orgelsymfonier
- Gabriel Fauré (1845–1924), fransk kompositör, känd för sin kammarmusik och sitt Requiem
- Henri Duparc (1848–1933), fransk kompositör, känd för sina sjutton mélodies till texter av bl.a. Baudelaire och Goethe
- Hubert Parry (1848–1918), engelsk kompositör, skrev körhymnen Jerusalem som alltid framförs vid Last Night of the Proms
- Ernesto Köhler (1849–1907), italiensk flöjtist och kompositör, känd för sin flöjtskola Der Fortschritt Im Flötenspiel
- Vincent d'Indy (1851–1931), fransk kompositör, lärare till bland annat Erik Satie och Darius Milhaud
- Engelbert Humperdinck (1854–1921), tysk kompositör, influerad av Richard Wagner, känd för operan Hans och Greta
- Leoš Janáček (1854–1928), tjeckisk kompositör, känd för sina operor Káťa Kabanová och Jenůfa samt orkesterkompositionerna Sinfonietta och Taras Bulba
- Alfredo Catalani (1854–1893), italiensk kompositör, känd för operorna Loreley och La Wally
- Moritz Moszkowski (1854–1925), tysk kompositör och pianist, känd för sina karaktärsstycken för piano, skrev en piano- och en violinkonsert
- John Philip Sousa (1854–1932), amerikansk kompositör, främst av marscher, känd som marschkungen
- Ernest Chausson (1855–1899), fransk kompositör, influerad av Franck och Wagner, ses som en brygga till Claude Debussy
- Julius Röntgen (1855–1932), tysk-holländsk kompositör influerad av Brahms, nära vän till Grieg
- Edward Elgar (1857–1934), engelsk kompositör, skrev oratorier, kammarmusik och symfonier, mest känd för sina Enigmavariationer och sina sex marscher Pomp and Circumstance
- Cécile Chaminade (1857–1944), fransk kompositör och pianist
- Ruggiero Leoncavallo (1858–1919), italiensk kompositör, känd nästan enbart för operan Pajazzo
- Giacomo Puccini (1858–1924), italiensk kompositör främst av operor som La Bohème, Tosca och Madama Butterfly
- Eugène Ysaÿe (1858–1931), belgisk violinvirtuos och tonsättare, främst av musik för det egna instrumentet
- Samuel Majkapar (1867–1938), rysk tonsättare av pianostycken

## Övergången från den romantiska eran till 1900-talet, Kompositörer (födda 1860–1880)
- Isaac Albéniz (1860–1909), spansk kompositör, känd för sin spanskt präglade pianostycken som Iberia
- Gustave Charpentier (1860–1956), fransk kompositör, mest känd för sin opera Louise

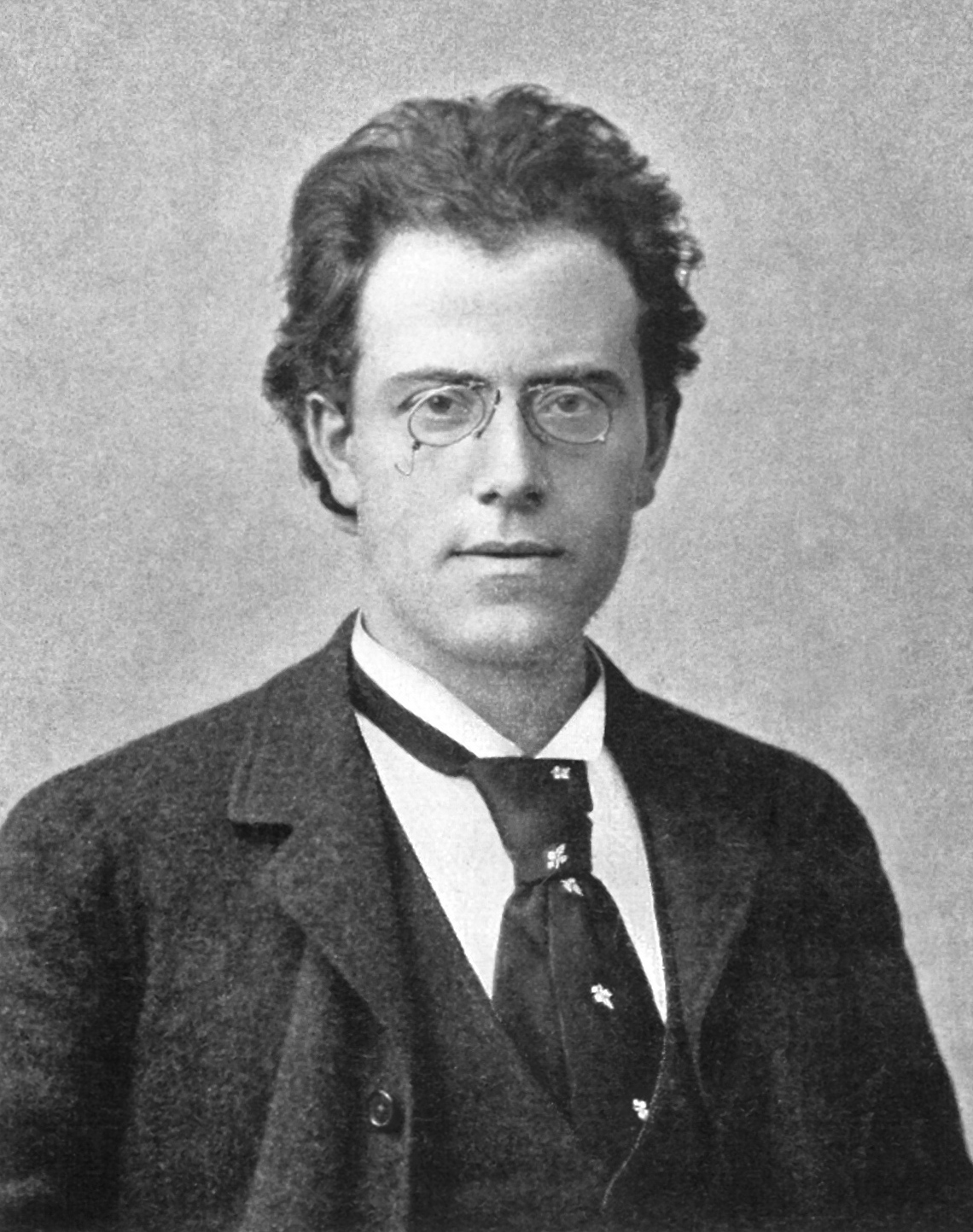
Gustav Mahler

- Gustav Mahler (1860–1911), österrikisk kompositör, en av de viktigaste senromantiska/tidigt modernistiska kompositörerna. Hans produktion innefattar nio nyskapande, ibland programatiska, och storskaliga symfonier och många sånger.
- Edward MacDowell (1860–1908), amerikansk kompositör mest känd för sina pianokonserter och pianosviter, inkluderande hans mest kända pianostycke, To a Wild Rose.
- Hugo Wolf (1860–1903), österrikisk kompositör av lieder, under inflytande av Richard Wagner
- Anton Arenskij (1861–1906), rysk kompositör i alla genrer, känd för sin lyriska ton
- Claude Debussy (1862–1918), fransk kompositör, kan betecknas som skaparen av den Impressionistiska musiken, känd bl.a. för sina pianostycken som Clair de Lune (ur Suite bergamasque), Deux Arabesques
- Frederick Delius (1862–1934), engelsk kompositör, använde kromatik för att skapa en impressionstisk färg sina verk
- Pietro Mascagni (1863–1945), italiensk operakompositör, mest känd för operan På Sicilien (Cavalleria rusticana)
- Julius Reubke (1834–1858), tysk piano- och orgelkompositör, känd för Sonat för orgel över den 94:e Psalmen
- Ricardo Castro (1864–1907), mexikansk kompositör av pianomusik

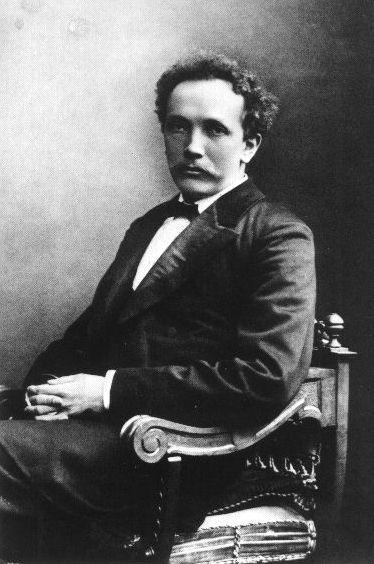
Richard Strauss

- Richard Strauss (1864–1949), tysk kompositör, känd för symfoniska dikter som Also sprach Zarathustra, (Så talade Zarathustra) samt operor som Rosenkavaljeren
- Paul Dukas (1865–1935), fransk kompositör, mest känd för sitt symfoniska scherzo Trollkarlens lärling
- Aleksandr Glazunov (1865–1936), rysk kompositör, influerad av Brahms och Tjajkovskij, känd för sin violinkonsert
- Carl Nielsen (1865–1931), dansk kompositör av sex symfonier
- Jean Sibelius (1865–1957), finsk kompositör av sju symfonier, känd för den symfoniska dikten Finlandia
- Ferruccio Busoni (1866–1924), italiensk kompositör och pianoviruos, känd för sin opera Turandot och de många transkriptionerna och bearbetningarna av Johann Sebastian Bachs musik
- Erik Satie (1866–1925), fransk kompositör av pianomusik, bl.a. Gymnopédies; inspiratör till gruppen Les Six
- Umberto Giordano (1867–1948), italiensk operakompositör
- Enrique Granados (1867–1916), spansk kompositör och pianist
- Wilhelm Peterson-Berger (1867–1942), svensk kompositör, skrev symfonier, operor, främst Arnljot samt sånger och pianomusik, bl.a. Frösöblomster
- Scott Joplin (1868–1917), amerikansk pianist och kompositör, starkt påverkad av ragtime och populärmusik, komponerade bl.a. Maple Leaf Rag, The Entertainer och The Easy Winners. Han skrev också en balett och två operor
- Amy Beach (1867–1944), amerikansk kompositör och pianist
- Albert Roussel (1869–1937), fransk kompositör, skrev fyra symfonier, baletter och kammarmusik
- Franz Lehár (1870–1948), ungersk kompositör, mest känd för sina operetter, mest kända är Glada änkan och Greven av Luxemburg
- Oreste Ravanello (1871–1938), italiensk kompositör, komponerade för kör och för orgel
- Wilhelm Stenhammar (1871–1927), svensk kompositör och dirigent, bl.a. två symfonier, sex stråkkvartetter, pianomusik; också körverket Ett folk till Heidenstams text, vari Sverige ingår
- Alexander von Zemlinsky (1871–1942), kompositör, lärare till Schönberg och Korngold
- Ralph Vaughan Williams (1872–1958), engelsk kompositör av nio symfonier, Fantasia on Greensleeves och andra orkesterstycken
- Hugo Alfvén (1872–1960), svensk kompositör, känd för sina tre rapsodier bl.a. Midsommarvaka och sina fem symfonier; förnyare av körmusiken
- Aleksandr Skrjabin (1872–1915), rysk kompositör och pianist, känd för harmoniskt avancerade pianomusik och sina visionära orkesterverk

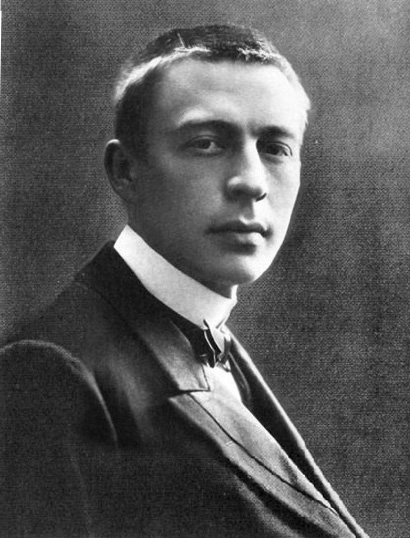
Sergej Rachmaninov

- Sergej Rachmaninov (1873–1943), rysk kompositör, dirigent och pianovirtuos, skrev tre symfonier, fyra pianokonserter och Rapsodi över ett tema av Paganini
- Max Reger (1873–1916), tysk kompositör, känd för sina Variationer över ett tema av Mozart
- Reynaldo Hahn (1874–1947), venezuelansk kompositör, känd för sin vackra musik med sina klara tonala melodier
- Arnold Schönberg (1874–1951), österrikisk kompositör, hans tidiga verk klart influerade av Mahler, men utvecklade sedan atonalitet och tolvtonsteknik
- Franz Schmidt (1874–1939), österrikisk kompositör influerad av Brahms och Bruckner, känd för sitt oratorium Das Buch mit sieben Siegeln
- Reinhold Glière (1875–1956), rysk kompositör, skrev rent romantisk musik långt in på 1900-talet, också influerad av folkmusik från de sovjetiska delrepublikerna
- Maurice Ravel (1875–1937), fransk kompositör, tidigt impressionistiskt influerad, senare påverkad av neoklassicismen
- Mieczysław Karłowicz (1876–1909), polsk kompositör med senromantiska och nationella drag
- Manuel de Falla (1876–1946), spansk kompositör, mest känd för baletten Den trekantiga hatten
- Ermanno Wolf-Ferrari (1876–1948), italiensk kompositör och musikpedagog, känd för komiska operor
- Ernő Dohnányi eller Ernst von Dohnányi (1877–1960), ungersk kompositör, pianist och dirigent, känd för Variationer över en barnvisa för piano och orkester, med den märkliga undertiteln Till humoristiska människors förnöjelse och andras förtret
- Franz Schreker (1878–1934), österrikisk kompositör, på sin tid ansedd som en ledande operakompositör
- Otto Olsson (1879–1964), svensk kompositör och orgelvirtuos, känd för sin kyrkomusik som t.ex. "Advent", "Te deum" och "Requiem".
- Ottorino Respighi (1879–1936), italiensk kompositör, känd för symfoniska dikter som Roms fontäner, Roms pinjer och Romerska fester
- Nikolaj Medtner (1880–1951), rysk kompositör, mest känd för sina pianoverk bl.a. tre pianokonserter